# Badnera
Badnera (o Wadnera) és una ciutat al districte d'Amraoti de la regió de Vidarbha a Maharashtra, Índia, situada a 20° 52′ N, 77° 44′ E / 20.867°N,77.733°E. La població el 1901 era de 10.859 habitants (el 1881 de 6.460) i de la població actual no es disposa de la dada, ja que no figura al cens oficial de 2001.
Era una pargana en temps d'Akbar el Gran, al sarkar de Gawil; fou coneguda com a Badnera Bibi perquè va formar part (junt amb Karanja) de la dot de Dawlat Shah Begam, filla de Darya Imad Shah de Berar, quan fou donada en matrimoni a Husain Nizam Shah d'Ahmadnagar. Les exaccions de posteriors sobirans van despoblar la zona. El 1822 fou saquejada per Raja Ram Subah que va demolir en part el fort i les muralles.
Sota els britànics va esdevenir una important estació ferroviaria.